# Liste der Kulturdenkmäler in Görzhain
Die folgende Liste enthält die in der Denkmaltopographie ausgewiesenen Kulturdenkmäler auf dem Gebiet des Ortsteils Görzhain der Gemeinde Ottrau, Schwalm-Eder-Kreis, Hessen.
Hinweis: Die Reihenfolge der Denkmäler in dieser Liste orientiert sich an der Anschrift, alternativ ist sie auch nach der Bezeichnung oder der Bauzeit sortierbar.
Kulturdenkmäler werden fortlaufend im Denkmalverzeichnis des Landes Hessen durch das Landesamt für Denkmalpflege Hessen auf Basis des Hessischen Denkmalschutzgesetzes (HDSchG) geführt. Die Schutzwürdigkeit eines Kulturdenkmals hängt nicht von der Eintragung in das Denkmalverzeichnis des Landes Hessen oder der Veröffentlichung in der Denkmaltopographie ab.

| Bild            | Bezeichnung               | Lage                                                     | Beschreibung | Bauzeit                       | Daten |
| --------------- | ------------------------- | -------------------------------------------------------- | ------------ | ----------------------------- | ----- |
| Bild gesucht BW | Ernhaus Am Kirchberg 2    | Görzhain, Am Kirchberg 2 LageFlur: 11, Flurstück: 54     |              | erste Hälfte 18. Jahrhunderts |       |
| Bild gesucht BW | ehemalige Schule          | Görzhain, Am Kirchberg 7 LageFlur: 11, Flurstück: 52     |              | frühes 18. Jahrhunderts       |       |
| Bild gesucht BW | Kirche                    | Görzhain, Am Kirchberg 9 LageFlur: 11, Flurstück: 51     |              | 14. Jahrhundert               |       |
| Bild gesucht BW | Wohnhaus Rimbergstraße 2  | Görzhain, Rimbergstraße 2 LageFlur: 11, Flurstück: 12/1  |              | 1912                          |       |
| Bild gesucht BW | Wohnhaus Rimbergstraße 13 | Görzhain, Rimbergstraße 13 LageFlur: 11, Flurstück: 24/2 |              | spätes 18. Jahrhundert        |       |